# Abascantus
Abascantus war ein Arzt aus Lugdunum (heute Lyon), der im 1. oder 2. Jahrhundert n. Chr. lebte und mehrmals vom griechischen Arzt Galenos erwähnt wird. Karl Gottlob Kühn, der 1821–1833 die Werke von Galenos herausgab, identifiziert Abascantus mit einem gleichnamigen, in fünf lateinischen Inschriften erwähnten Freigelassenen des Kaisers Augustus. Der klassische Philologe und Medizinhistoriker Max Wellmann glaubt ebenfalls, dass Abascantus zur Zeit des Augustus lebte.
Galenos entnahm seine Mitteilungen über Arzneimittel des Abascantus aus den Schriften des Andromachos. Bis auf diese Erwähnungen sind Abascantus’ wahrscheinlich auf Griechisch verfasste Werke verschollen. Galenos lobt insbesondere ein auf der Verwendung von Wolfsmilch beruhendes Rezept des Abascantus gegen Schlangenbiss. Ferner beschreibt Galenos ein Mittel des Abascantus gegen Schwindsucht sowie eines gegen Kolik.